# György Sándor
György Sándor (pronunciación húngara: [ˈɟørɟ ˈʃunːndor] (21 de septiembre de 1912 – 9 de diciembre de 2005) fue un pianista y escritor húngaro.

## Juventud
György Sándor nació en Budapest. Estudió en la Academia de Música Ferenc Liszt
en Budapest con Béla Bartók y Zoltán Kodály, y debutó como intérprete en 1930. Comenzó sus conciertos como concertista desde esa década, haciendo su debut en el Carnegie Hall de Nueva York en 1939. Al poco tiempo se convirtió en ciudadano estadounidense, sirviendo al Army Signal Corps y a los Servicios Especiales y de Inteligencia y Servicios de 1942 a 1944 .

## Amistad con Bartók
Sándor continuó siendo amigo de Bartók durante toda su vida, y fue uno de las únicas diez personas que asistieron a su  funeral en 1945. Sándor estrenó el Concierto para piano n.º 3 de Bartók el 8 de febrero de 1946 con la Orquesta de Filadelfia, conducida por Eugene Ormandy, en Filadelfia, Pensilvania. El concierto se interpretó de nuevo el 26 de febrero de 1946 con la misma orquesta en el Carnegie Hall, Nueva York, y grabado para Columbia Masterworks en abril de 1946.[cita requerida]

## Artista de concierto
Después de la Segunda Guerra Mundial,  regresó a los escenarios de concierto. Su técnica fue descrita como "lisztiana" y su repertorio universal, a pesar de que más tarde en su carrera su interpretación de Bartók fue muy demandada. Inicialmente grabó numerosas obras de piano de Bach, Beethoven, Brahms, Chopin, Liszt, Rajmáninov, Schumann y otros para Columbia Masterworks. Posteriormente, con Vox, grabó las obras completas para piano solo de Zoltán Kodály y de Serguéi Prokófiev y las obras completas para piano de Béla Bartók; para lo que ganó el Grand Prix du Disque de la Academia Charles Cros en 1965.

## Familia
En 1950, se casó con Christa Satzger de Bálványos, quien se había divorciado del Archiduque Carlos Pío de Austria. Tuvieron un hijo, Michael, y después se divorciaron.[cita requerida]

## Enseñanza
Sándor enseñó en la Universidad Metodista del Sur, después en la Universidad de Míchigan de 1961 a 1981, y desde 1982, en la Escuela Juilliard. Continuó enseñando e interpretando hasta el final de su vida. Entre sus alumnos estuvieron Hélène Grimaud, György Sebok, Aleksandra Romanić, Christina Kiss, Enrique Bátiz, Barbara Nissman, Ian Pace, Ljuba Moiz, Jungwon Jin, al intérprete de fortepiano Malcolm Bilson y a los compositores Ezequiel Viñao y Donald Bohlen.[cita requerida]

## Grado honorario
En 1996, la Universidad de Nueva York le otorgó a Sándor un doctorado honoris causa.[cita requerida]

## Manuscritos y obras publicadas
Escribió un libro titulado "On Piano Playing: Motion, Sound, Expression" (Sobre la interpretación pianística: movimiento, sonido, expresión), publicado por Schirmer, el cual es uno de los más racionales y claros sobre la técnica del piano.

"Hoy más que nunca, el público confunde la actividad muscular excesivamente tensa del intérprete con una intensa experiencia musical, y con demasiada frecuencia vemos impresionada y asombrada a la audiencia por las distorsiones convulsivas y giros espásticos.”

En The Guardian, Leo Black comentó: “la interpretación musical necesita desesperadamente el sentido de rectitud, la integridad y la economía que impregnó su forma de tocar y pensamiento”.[cita requerida]
En "On Playing Piano" se plasman con detalle muchos problemas que enfrentan los pianistas enfrentan. Sándor enfatizó el uso de gravedad, una fuente inagotable de energía, durante la interpretación. También aparecen ideas acerca de la memorización. Es importante destacar que en el libro corrige este error común: muchos pianistas sólo interpretan con sus dedos y sólo unos pocos tienen la capacidad física para tocar el piano.[cita requerida]
Un manuscrito de un libro sobre su mentor Béla Bartók y su música permanece inédito.[cita requerida]
Produjo varias transcripciones para piano, incluido un arreglo muy difícil de interpretar de El aprendiz de brujo, de Paul Dukas (1950), y los primeros dos movimientos (Tempo di Ciaccona y Fuga) de la Sonata para violín solo de Bartók, que se estrenó en Nueva York en 1975 y se publicó en 1977.[cita requerida]
También editó y publicó el arreglo para piano del Concierto para orquesta que Bartók creó en enero de 1944, hasta entonces inédito; esto a petición del hijo del compositor en 1985. Se publicó en el 2001, grabado por Sándor, quien escribió en la introducción a la edición: “Se acordó que el principal objetivo no sería hacer la partitura para piano fácil de tocar, pero hacerla interpretable del todo. Además, ya que la partitura de Bartók contiene sólo el primer final del último movimiento, mi función fue proporcionar una lectura para el segundo (alternativo) final. Bartók escribió el segundo final para evitar la conclusión bastante repentina de esta grandiosa obra, y esta es ahora aceptada como la versión estándar del último movimiento.” También editó las obras para piano solo de Serguéi Prokófiev.[cita requerida]

## Muerte
Murió en Nueva York de una insuficiencia cardíaca, a la edad de 93.[cita requerida]